# Масакр на Марсовим пољима
Масакр на Марсовим пољима (фр. Fusillade du Champ-de-Mars) назив је за масакр кога су 17. јула 1791. године извршили припадници Националне гарде. Један је од значајних догађаја Француске револуције. До масакра је дошло када је командант Националне гарде, Маркиз де Лафајет, наредио својим војницима да пуцају на масу кордиљера, предвођену Дантоном и Димуленом, која се окупила ради потписивања петиције којом би се краљ Луј XVI уклонио са престола.

## Увод
Иако је привидно прихватио револуцију, Луј се спремао на бег. Краљев бег припремио је гроф Аксел де Ферсен, Швеђанин и пријатељ Марије Антоанете. Луј је са породицом напустио Тиљери 20. јуна 1791. године, преобучен у собара. Укрцао се у посебно израђену кочију и за два дана је стигао у Варен, град на граници са Немачком. Зауставио се на станици предвиђеној за размену коња. Препознао га је син управника постаје. Уосталом, краљ се уопште није скривао мислећи да ће његова појава изазвати поштовање. Међутим, управник постаје закрчио је мост, а сељаци су опколили кочију и присилили је да се врати. Краљ се 25. јуна вратио у Париз. Ушао је кроз кордон војника у мртвој тишини.

## Масакр
Кордиљери захтевају од Уставотворне скупштине да прогласи републику. Скупштина је смислила причу о отмици краља. Луј је ослобођен оптужби упркос Робеспјеровим протестима. Скупштина је донела одлуку којом Луј остаје краљ уставне монархије. Петицију је саставио жирондинац Жак Пјер Брисо. На Марсовим пољима окупило се 17. јула 1791. године више од 50.000 људи. Око 6000 њих је потписало петицију. Градоначелник Париза прогласио је ванредно стање. То је Лафајету дало оправдање да изда наређење Националној гарди да пуца на масу коју су предводили Жорж Дантон и Камиј Димулен. Гомила је бацала камење на Националну гарду. Након пуцњева упозорења, Гарда је отворила ватру директно на масу. Тачан број мртвих и рањених није познат. Процене се крећу од десетак до педесет мртвих.

## Последице
Буржоазија, јединствена до 1791. године, распала се после Варена. У скупштини су и даље сви посланици припадали буржоазији. Десница је имала 264 посланика који су припадали фејантинцима. Они су били и против демократа; тражили су ограничену монархију и превласт буржоазије, као што је то предвиђао устав из 1791. године. Но, фејантинци се деле у две групе: ламетисти (под вођством Ламета) и фајетисти (под вођством генерала Маркиза де Лафајета). Левицу, 136 посланика, углавном је сачињавао народ из јакобинског клуба. Предводили су их новинар Брисо (његова фракција су брисотинци) и филозоф Кондорсет, издавач Волтерових дела. Центар је чинила маса од 345 посланика, независни или конституционалисти, одани револуцији, али без одређеног мишљења и угледних људи.